# Norra Lien
Norra Lien är ett naturreservat i Eda kommun i Värmlands län.
Området är naturskyddat sedan 2006 och är 109 hektar stort. Reservatet består av kuperad terräng med barrnaturskog, tallskog, sumpskog och små sjöar och myrar. 